# Rajd Arktyczny 1977
Rajd Arktyczny 1977 (12. Marlboro Arctic Rally) – rajd samochodowy rozgrywany w Finlandii od 4 do 6 lutego 1978 roku. Była to druga runda Rajdowych Mistrzostw Świata w roku 1977 (zaliczana tylko do tzw. Pucharu FIA Kierowców, nie producentów), zarazem czwarta runda Rajdowych Mistrzostw Europy w roku 1977 oraz druga runda rajdowych mistrzostw Finlandii. Rajd został rozegrany na lodzie i śniegu. Bazą rajdu było fińskie miasto Rovaniemi.

## Klasyfikacja generalna[2]
| Miejsce | Nr | Kierowca          | Pilot            | Samochód                   | Czas    | Strata | Grupa | Pkt WRC | Pkt ERC |
| ------- | -- | ----------------- | ---------------- | -------------------------- | ------- | ------ | ----- | ------- | ------- |
| 1       | 9  | Ari Vatanen       | Atso Aho         | Ford Escort RS1800         | 6:44:07 |        | 4     | 9       | 80      |
| 2       | 7  | Tapio Rainio      | Erkki Nyman      | Saab 96 V4                 | 6:47:10 | +3:03  | 4     | 6       | 60      |
| 3       | 24 | Jari Vilkas       | Juhani Soini     | Saab 96 V4                 | 6:59:12 | +15:05 | 4     | 4       | 48      |
| 4       | 2  | Hannu Mikkola     | Arne Hertz       | Toyota Corolla Levin TE 27 | 7:00:35 | +16:28 | 4     | 3       | 40      |
| 5       | 11 | Kyösti Hämäläinen | Risto Heinonen   | Ford Escort RS2000         | 7:02:32 | +18:25 | 1     | 2       | 32      |
| 6       | 17 | Harri Väänänen    | Timo Tuominen    | Chrysler Avenger           | 7:07:47 | +23:40 | 1     | 1       | 24      |
| 7       | 21 | Henri Toivonen    | Martti Tiukkanen | Chrysler Avenger           | 7:09:46 | +25:39 | 1     |         | 16      |
| 8       | 20 | Erkki Pitkänen    | Seppo Harjanne   | Chrysler Avenger           | 7:11:05 | +26:58 | 1     |         | 12      |
| 9       | 12 | Hannu Valtaharju  | Risto Anttila    | Opel Ascona                | 7:13:51 | +29:44 | 1     |         | 8       |
| 10      | 19 | Jaakko Markula    | Asko Nevalainen  | Ford Escort 2000           | 7:16:36 | +32:29 | 1     |         | 4       |

## Punktacja

### Klasyfikacja  FIA Cup for Rally Drivers (WRC)
| Lp | Producent           | Pkt. |
| -- | ------------------- | ---- |
| 1  | Sandro Munari       | 9    |
| 1  | Ari Vatanen         | 9    |
| 3  | Jean-Claude Andruet | 6    |
| 3  | Tapio Rainio        | 6    |
| 5  | Antonio Zanini      | 4    |
| 5  | Jari Vilkas         | 4    |

- Uwaga: Tabela obejmuje tylko pięć pierwszych miejsc.

### Klasyfikacja  kierowców (ERC)
| Lp | Producent         | Pkt. |
| -- | ----------------- | ---- |
| 1  | Ari Vatanen       | 80   |
| 1  | Tapio Rainio      | 60   |
| 3  | Jari Vilkas       | 48   |
| 4  | Hannu Mikkola     | 40   |
| 5  | Kyösti Hämäläinen | 32   |